# عبدالواحد تمیمی
ناصح‌الدین ابوالفتح عبدالواحد بن محمد تمیمی آمِدی ملقب به سید ناصح‌الدین؛ محدث شیعه و قاضی شهر آمِد، از علمای شیعی نیمه اول قرن ششم هجری قمری بود که حدود ۵۵۰ هجری قمری درگذشت. وی شهرت خود را مدیون کتاب غررالحکم و دررالکلم است که مجموعه عظیمی از گفتاوردهای علی بن ابی طالب را در بر دارد..
نام وی را برخی «محمدبن عبدالواحد» ذکر کرده‌اند. از زندگانی او آگاهی چندانی در دست نیست و تاریخ دقیق ولادت و وفات او در هیچ‌یک از تذکره‌ها نیامده است. سال درگذشت وی را به اختلاف ۵۱۰، ۵۲۰ و ۵۵۰ قمری یاد کرده‌اند و سید جلال‌الدین محدث ارموی در مقدمه غررالحکم با استناد به قراین و شواهد، ۵۵۰ق/۱۱۵۵م را ترجیح داده است.
میرزا عبدالله افندی مؤلف ریاض العلما در سید بودن وی تردید کرده‌است و برخی در شیعه بودن او تردید دارند اما ابن شهرآشوب در کتابهای مناقب و معالم خود از «درر و غرر» او یاد کرده و می‌گوید که اجازه روایت آن را از وی گرفته‌است. علامه مجلسی بر اساس همین نقل او را شیعه دانسته‌است همچنین میرزا عبدالله افندی و میرزا حسین نوری بر همین نظر اعتماد دارند.

## آثار

### غرر الحکم و درر الکلم
شهرت تمیمی به واسطهٔ کتاب غرر الحکم و درر الکلم است که مجموعه عظیمی از کلمات قصار امام اول شیعیان را در بر دارد. این اثر در برگیرنده بیش از ده هزار حدیث کوتاه است و ۹۱ باب دارد.
- ترتیب سخنان کوتاه در این کتاب ساده و براساس حروف الفباست (فقط حرف اوّل نخستین کلمه حدیث) و با رعایت سجع آنها تنظیم شده است.
- این کتاب در قرن دوازدهم هجری قمری توسط جمال‌الدین محمد خوانساری (۱۱۲۱ یا ۱۱۲۵ق/۱۷۰۹ یا ۱۷۱۳م) به دستور شاه سلطان حسین صفوی، به فارسی ترجمه و شرح شده و به کوشش میرجلال‌الدین محدّث اُرْمَوی در ۱۳۴۶ در تهران انتشار یافته است.